# Cherry Dee
Cherry Dee (Buckey, Gales; 11 de junio de 1987), nombre artístico de Cherry Frampton, es una modelo de glamour británica, originaria de Gales. Durante su carrera de modelaje ha aparecido en revistas como Fast Car, Fit For Men o Nuts, y en periódicos como The Sun, del que llegó a ser Chica Page, Daily Star o el Daily Sport.

## Primeros años
Frampton compitió en concursos de belleza cuando era niña, ganando su primera competencia a los diez meses de edad, así como el concurso de belleza Miss Wyre, de trajes de baño, en Fleetwood (Lancashire) a la edad de dos años. Asistió a una escuela de modelos dirigida por Roz Tranfield en Liverpool, ganando diversos trofeos y certámenes, incluidos Miss Llandudno y Junior Miss Wyre cuando tenía 12 años. También fue triple ganadora del trofeo Miss Welsh Resort y Miss Millenium 2000. Su objetivo como modelo era competir por Miss Gales, pero con su estatura todavía no desarrollada, y por debajo de los estándares que pedía la organización, dejó de participar en las competiciones a los 14 años. Frampton asistió a la Elfed High School en Buckley. Pasó todos sus exámenes y estaba considerando un futuro en el mundo de la estética.

## Carrera de modelo
Cuando Frampton tenía 15 años, su madre, Corinne Limbert, trabajaba en un sex shop llamado Private Shop, en Chester. Allí Limbert conoció a modelos de glamour y pensó que le vendría bien a su hija. Les mostraba algunas fotos de modelo de Cherry seis meses antes de su decimosexto cumpleaños y estas acabaron por animar a la madre a que su hija probara suerte en el modelaje de glamour. Frampton inicialmente se mostró escéptica, calificándolo de "cutre", pero su madre persistió. Fruto de esa acción y de su comienzo como modelo, el padre de Frampton cortó el contacto con ella por dicha elección.
Siguiendo el consejo de las modelos que su madre conocía, Cherry envió algunas fotos en bikini al diario deportivo Daily Sport. Poco después de cumplir 16 años, tuvo su primera sesión en topless en Bolton con el fotógrafo Anthony Farnworth, apareciendo, y por tanto debutando, en el periódico el 10 de agosto de 2003, dos meses después de cumplir los años. En ese momento, el club de fútbol Buckley Town FC la contrató como mascota del equipo, pero los directores del club la despidieron cuando sus fotos en topless comenzaron a aparecer en los tabloides nacionales. El presidente del club dijo que el club no tenía ningún problema con que Cherry posara con el uniforme del club, pero cuando posó en topless para un tabloide nacional y mencionó una conexión con el club, y luego apareció en topless con los jugadores en un documental de televisión, surgieron preguntas de la Asociación de Fútbol de Gales, que quería saber cómo se relacionaba un "menor" con el club. Gwynn Williams documentó el comienzo de la glamurosa carrera de Frampton para un documental de On the Edge que se transmitió por primera vez en ITV Wales & West el 8 de enero de 2004.
El 1 de mayo de 2004 entraba en vigor la Ley de delitos sexuales de 2003, que elevaba la edad legal permitida para las fotografías consideradas indecentes en todo el territorio nacional, a excepción de Escocia, de 16 a 18 años. Frampton se vio obligada a interrumpir su carrera de modelo en topless hasta que cumpliera 18 años, ya que los periódicos y las revistas decidieron por asesoramiento legal que las imágenes glamorosas podían considerarse indecentes.
Mientras se acercaba a su cumpleaños y se preparaba para relanzar su carrera glamorosa, los medios informaron que se había asegurado los senos por 1 millón de libras esterlinas. Después de ganar la competencia Sunday Sport a los 20 años, el perfil de Cherry creció y pronto apareció en revistas para hombres como Fit For Men y en tabloides como The Sun y el Daily Star. En febrero de 2007, fue nombrada Miss Sunday Sport 2007. El 18 de marzo, una Cherry en topless participó en un chat web en vivo. En el mes de mayo, el Sunday Sport lanzó un perfume con su olor.

## Retiro
En agosto de 2007, a los 20 años, Frampton anunció su retiro del modelaje de glamour, afirmando que tenía la intención de dedicar su tiempo al trabajo de caridad en África. En una entrevista de diciembre de 2009, también reveló que dejó el modelaje porque se sintió presionada a tomar drogas y posar para fotografías cada vez más explícitas. Se mudó a su casa en Gales y asistió a un curso de peluquería en Deeside College antes de ir a trabajar en el asilo de ancianos Aston Hall, cuidando a los ancianos.